# Real Plaza
Real Plaza es una cadena de centros comerciales que opera en 13 ciudades del Perú. Junto a Plaza Center, es una de las dos marcas que opera Intercorp Shopping Malls, subsidiaria del conglomerado peruano Intercorp. Actualmente es dirigido por Misael Shimizu.

## Historia
En 2005, el Grupo Interbank (después renombrado Intercorp) inauguró el local de Real Plaza en Chiclayo. Poco después, en 2007 inauguró otro local en Trujillo. Ambos tenían como tienda ancla a Plaza Vea, cadena de supermercados que para ese entonces comenzaba a aperturar locales al nivel nacional.
A fines del 2008 se abrió el tercer mall de la cadena en la ciudad de Huancayo, donde más adelante la tienda por departamento Oechsle reabriría sus puertas luego de 16 años de ausencia en el mercado peruano. Posteriormente, se abrirían otros centros comerciales en Arequipa y Lima para luego seguir expandiendo sus centros comerciales en todo el Perú.

## Centros comerciales

### Lima

#### Real Plaza Salaverry

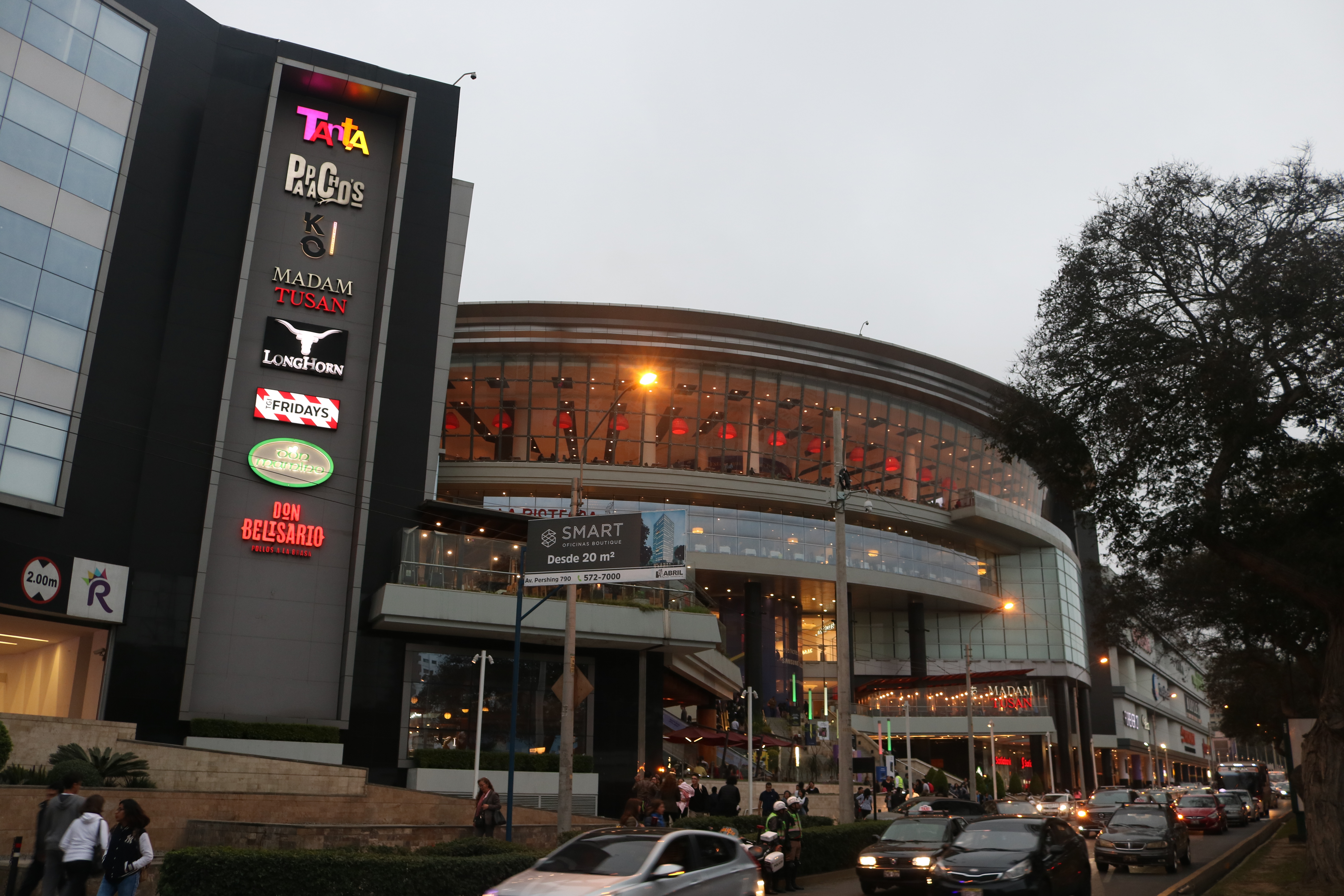
Real Plaza Salaverry

Inaugurado el 29 de mayo de 2014 en el distrito de Jesús María. Es el centro comercial con mayor área arrendable de la cadena. Cuenta con tres tiendas departamentales Ripley, Falabella y Oechsle, tres tiendas fast fashion Zara, Sfera y Forever 21, un hipermercado Plaza Vea, una tienda de mejoramiento del hogar Promart y un cine Cineplanet entre otras 200 tiendas menores.

#### Real Plaza Centro Cívico

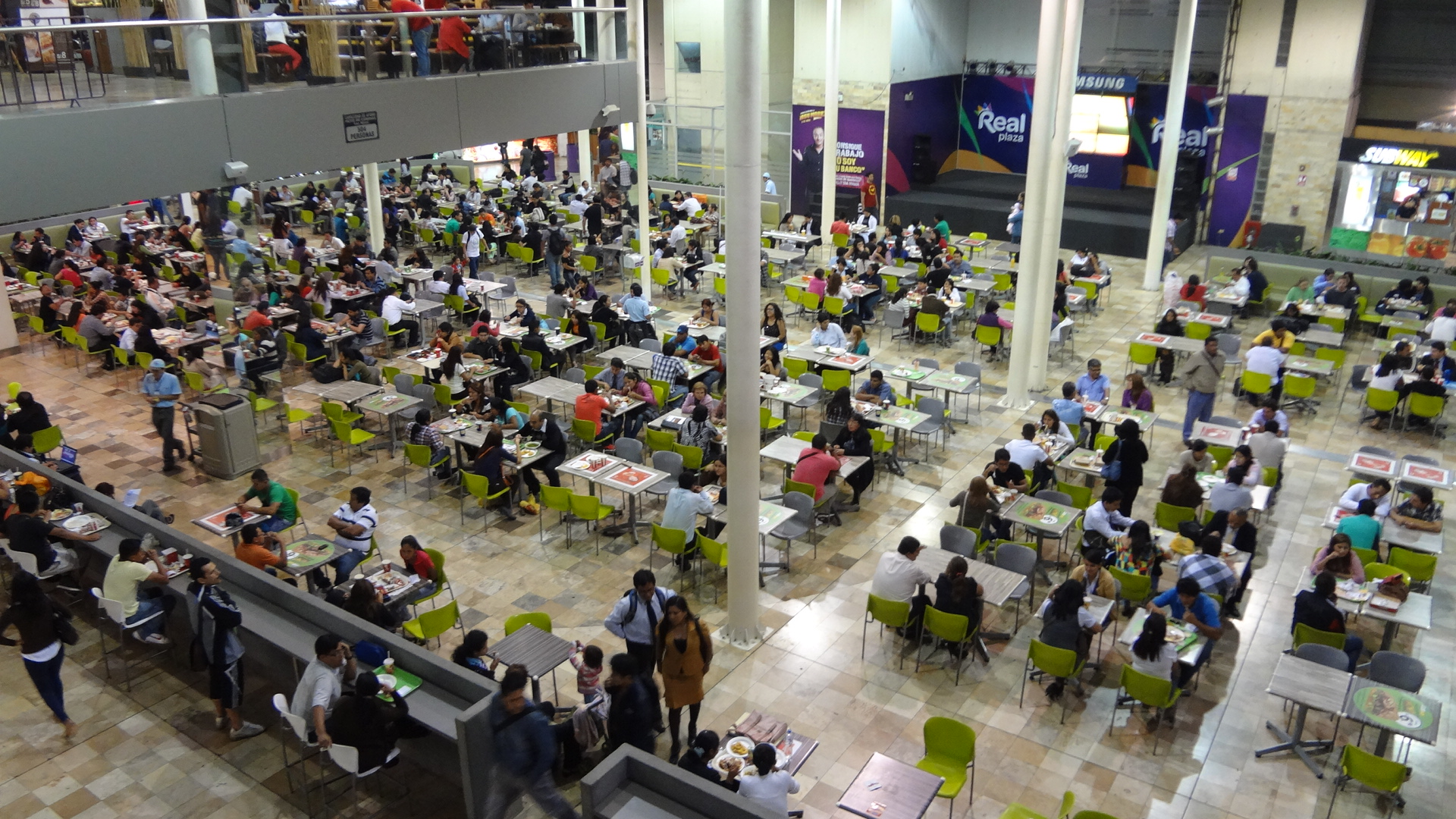
Real Plaza Centro Cívico

Inaugurado el 21 de diciembre de 2009 en el distrito de Lima. Cuenta con dos tiendas departamentales Oechsle y Falabella, una tienda fast fashion H&M, un hipermercado Plaza Vea y un cine Cineplanet con 120 tiendas menores . Está ubicado en el Centro Cívico de Lima.

#### Real Plaza Puruchuco

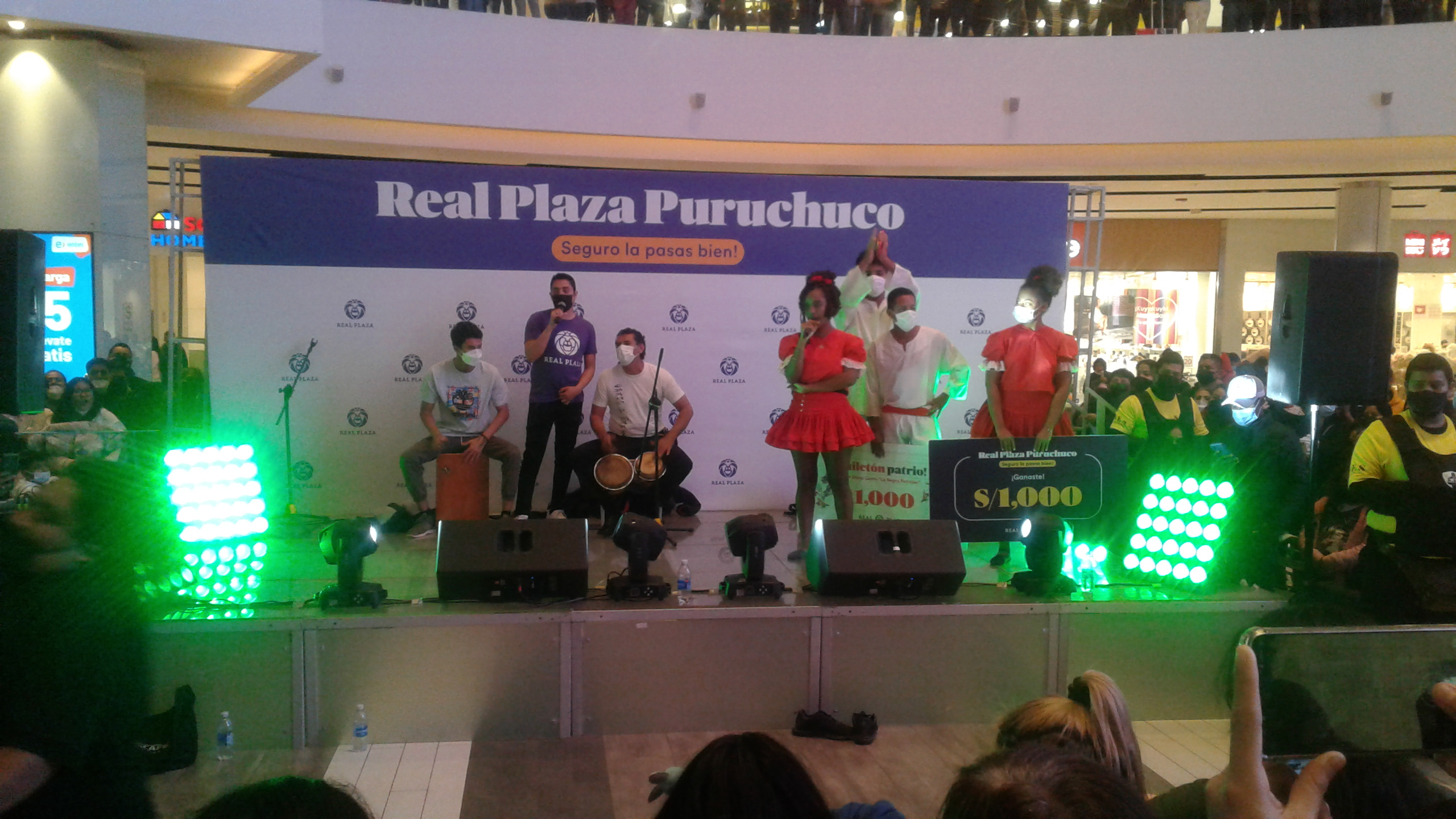
Real Plaza Puruchuco

Inaugurado el 13 de noviembre de 2019 en el distrito de Ate. Es el segundo centro comercial con mayor área arrendable de la cadena. Cuenta con tres tiendas departamentales Oechsle, Falabella y Ripley, una tienda fast fashion H&M, dos hipermercado Tottus y Plaza Vea, una tienda de mejoramiento del hogar Sodimac, un cine Cineplanet y un gimnasio Smart Fit, además de 400 tiendas menores.

#### Real Plaza Pro

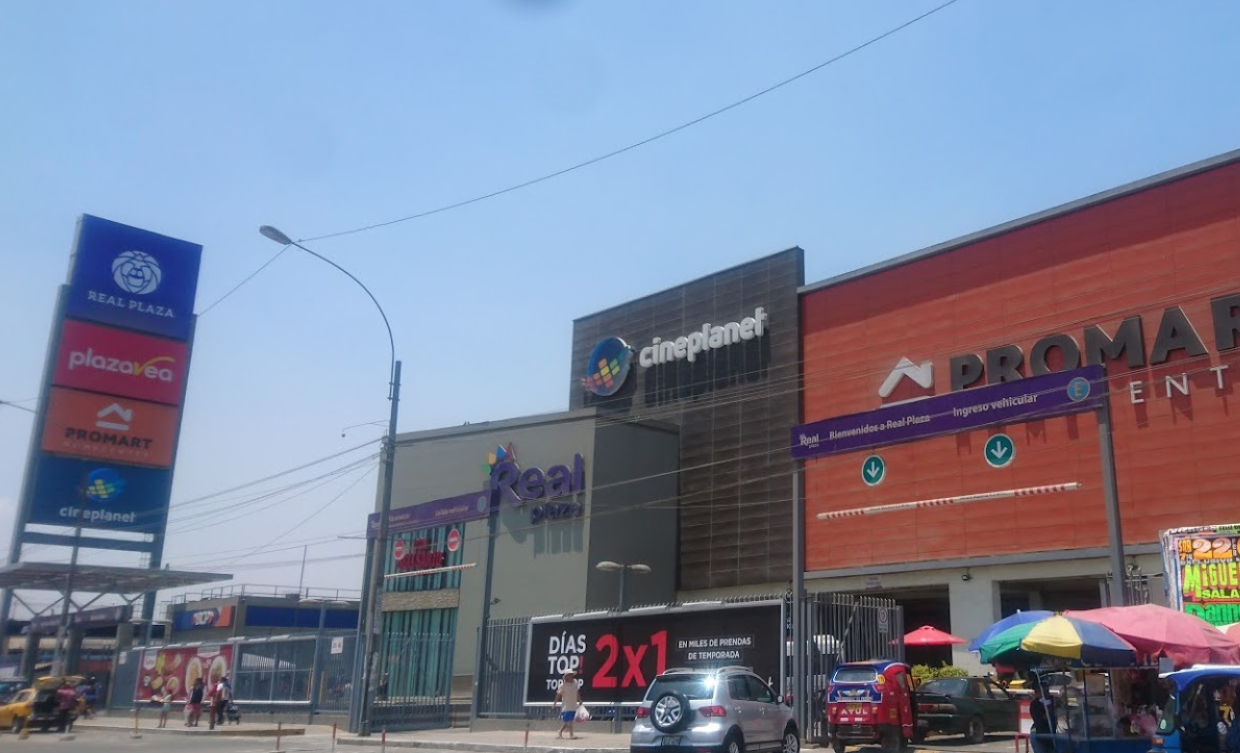
Real Plaza Pro

Inaugurado en mayo de 2008 en una zona disputada entre los distritos San Martín de Porres y Comas. Sin embargo, el centro comercial indica que se ubica y tributa en San Martín de Porres. Fue el primer centro comercial de la cadena en Lima. Cuenta con un hipermercado Plaza Vea, una tienda de mejoramiento del hogar Promart y un cine Cineplanet.  Además de 50 tiendas menores

#### Real Plaza Primavera
Inaugurado el 15 de diciembre de 2001 en el distrito de San Borja como Primavera Park & Plaza, fue adquirido por Intercorp en 2005 y renombrado como Real Plaza Primavera. Cuenta con dos tiendas departamentales Ripley y Oechsle, una tienda fast fashion H&M, un hipermercado Metro y un cine Cineplanet con 100 tiendas menores y patio de comidas.

#### Real Plaza Villa María
Inaugurado el 7 de diciembre de 2016 en el distrito de Villa María del Triunfo, cuenta con una tienda departamental Oechsle, un hipermercado Plaza Vea, una tienda de mejoramiento del hogar Promart y un cine Cineplanet con 70 tiendas menores.

Presentación del payaso "Chupetin" en uno de los locales de Real Plaza.

#### Real Plaza Santa Clara
Inaugurado en enero de 2010 en el distrito de Ate. Cuenta con un hipermercado Plaza Vea, una tienda de mejoramiento del hogar Promart, y un cine Cineplanet. Además de 50 tiendas menores

#### Real Plaza Guardia Civil
Inaugurado el 29 de septiembre de 2011 en el distrito de Chorrillos. Cuenta con un hipermercado Plaza Vea, una tienda de mejoramiento del hogar Promart y un cine Cineplanet. Además de 50 tiendas menores.

### Otras ciudades

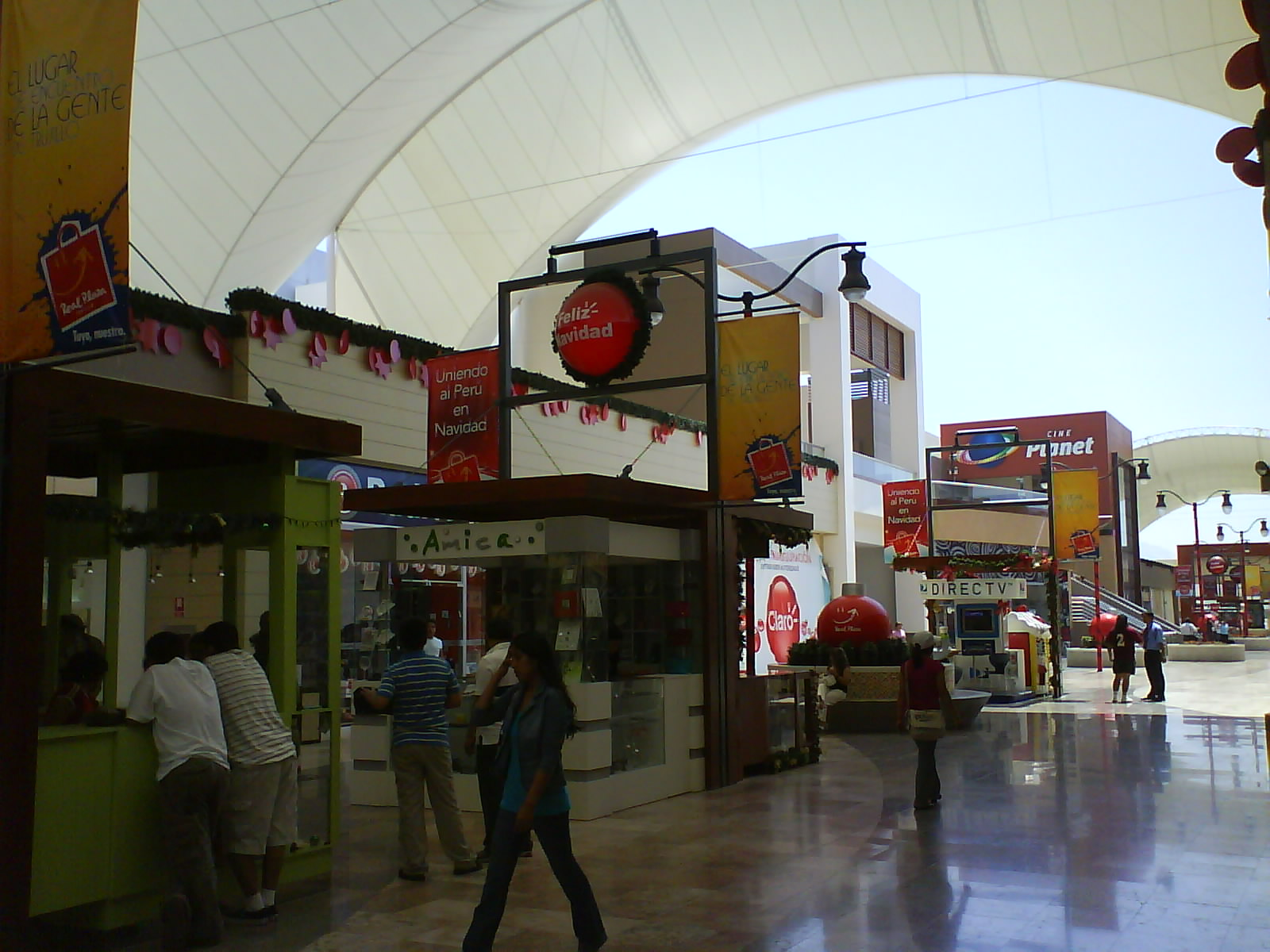
Real Plaza Trujillo.

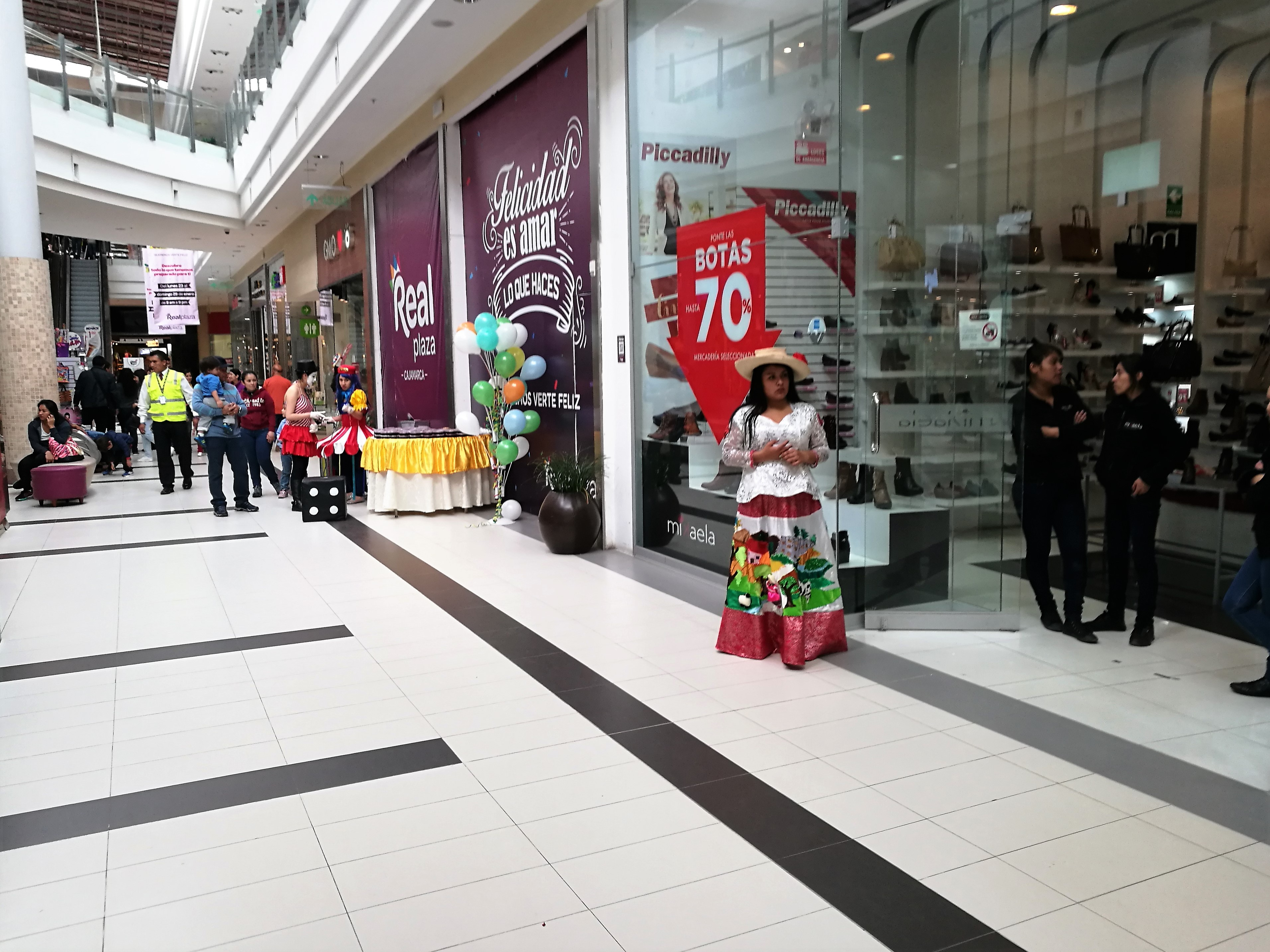
Real Plaza Cajamarca.

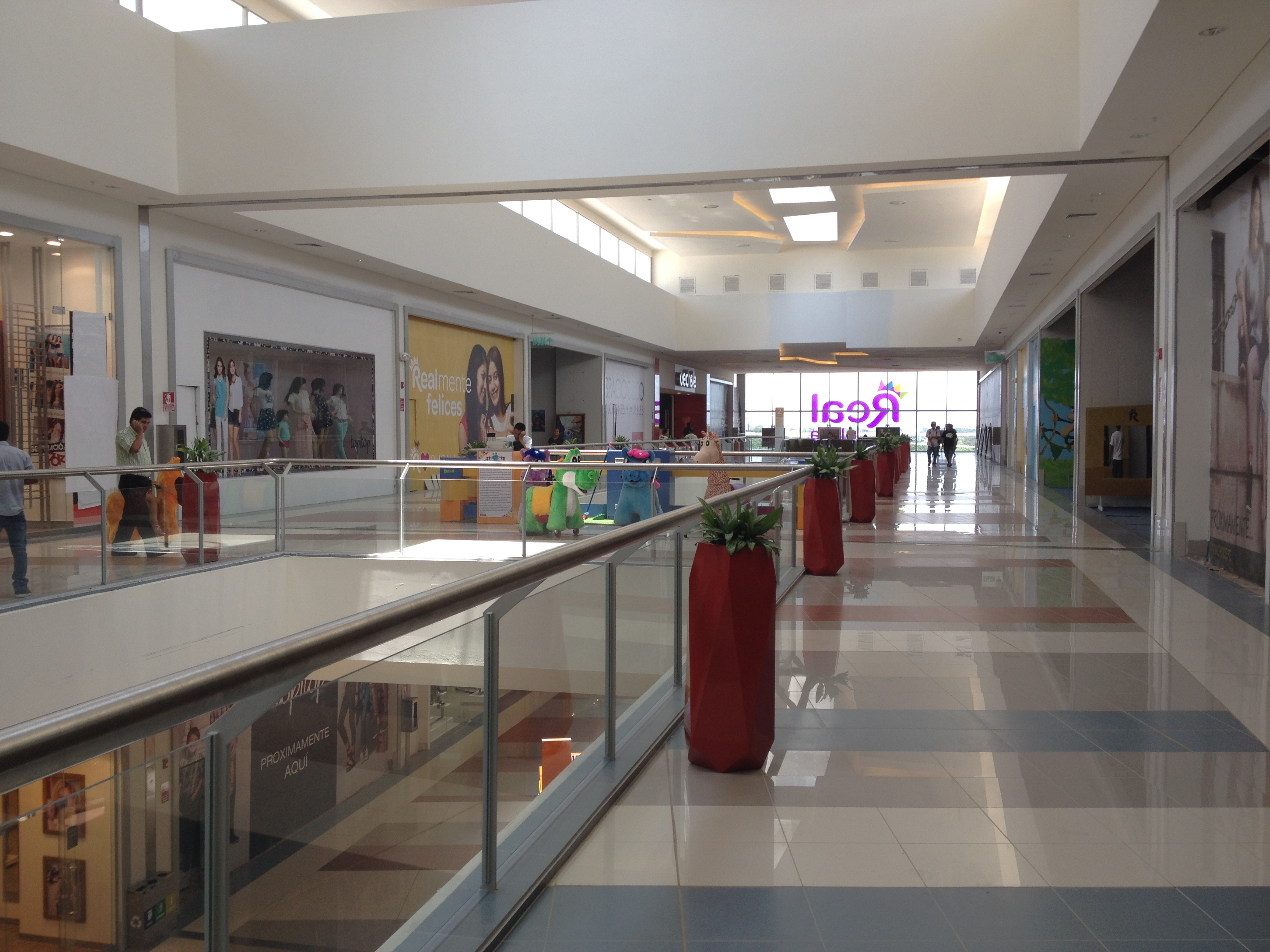
Real Plaza Pucallpa.

#### Real Plaza Chiclayo
Inaugurado el 1 de diciembre de 2005 en la ciudad de Chiclayo. Cuenta dos tiendas departamentales Falabella y Oechsle, una tienda fast fashion H&M, un hipermercado Plaza Vea y un cine Cineplanet.

#### Real Plaza Trujillo
Inaugurado el 16 de noviembre de 2007 en la ciudad de Trujillo. Contaba con dos tiendas departamentales Oechsle, una tienda fast fashion H&M, un hipermercado Plaza Vea, una tienda de mejoramiento del hogar Promart y un cine Cineplanet.

##### Colapso del techo del patio de comidas en 2025
El 21 de febrero de 2025 el techo del patio de comidas se desplomó sobre decenas de personas, causando la muerte de 8 personas y dejando más de 80 heridos. El techo, que tenía forma de cúpula y ocupaba 800 metros cuadrados, se había construido nueve años atrás.

#### Real Plaza Huancayo
Inaugurado el 12 de julio de 2008 en la ciudad de Huancayo. Cuenta con dos tiendas departamentales Oechsle y Ripley , una tienda fast fashion H&M, un hipermercado Plaza Vea, una tienda de mejoramiento del hogar Promart y un cine Cineplanet.

#### Real Plaza Arequipa
Inaugurado el 14 de octubre de 2009 en la ciudad de Arequipa. Cuenta con una tienda departamental Oechsle, una tienda fast fashion H&M, un hipermercado Plaza Vea y un cine Cineplanet.

#### Real Plaza Piura
Inaugurado el 23 de enero de 2011 en la ciudad de Piura. Cuenta con dos tiendas departamentales Oechsle y Ripley, una tienda fast fashion H&M, un hipermercado Plaza Vea, una tienda de mejoramiento del hogar Promart y un cine Cineplanet.

#### Real Plaza Juliaca
Inaugurado el 4 de junio de 2011 en la ciudad de Juliaca. Cuenta con dos tiendas departamentales Oechsle y Ripley, un hipermercado Plaza Vea, una tienda de mejoramiento del hogar Promart y un cine Cineplanet.

#### Real Plaza Huánuco
Inaugurado en enero de 2013 en la ciudad de Huánuco. Cuenta con una tienda departamental Oechsle, un hipermercado Plaza Vea, una tienda de mejoramiento del hogar Promart y un cine Cineplanet.

#### Real Plaza Cajamarca
Inaugurado el 30 de mayo de 2014 en la ciudad de Cajamarca. Cuenta con dos tiendas departamentales Oechsle y Ripley, un hipermercado Plaza Vea, una tienda de mejoramiento del hogar Promart, un cine Cineplanet y un gimnasio Smart Fit.

#### Real Plaza Cusco
Inaugurado el 6 de junio del 2014 en la ciudad de Cuzco. Cuenta con dos tiendas departamentales Oechsle y Falabella, el hipermercado Plaza Vea, una tienda de mejoramiento del hogar Promart, una tienda fast fashion H&M, salas de cine Cineplanet y el gimnasio Smart Fit.

#### Real Plaza Pucallpa
Inaugurado el 2 de octubre de 2014 en la ciudad de Pucallpa. Cuenta con dos tiendas departamentales Oechsle y Ripley, un hipermercado Plaza Vea, una tienda de mejoramiento del hogar Promart y un cine Cineplanet , además de 125 tiendas menores.

#### Real Plaza Sullana
Inaugurado en diciembre de 2013 en la ciudad de Sullana, es el centro comercial con menor área arrendable. Cuenta con un hipermercado supermayorista Makro y una tienda de mejoramiento del hogar Promart.

#### Real Plaza Chimbote
Inaugurado el 17 de diciembre de 2012 en la ciudad de Nuevo Chimbote. Este es el centro comercial con menor área comercial. Cuenta con un hipermercado Plaza Vea y una tienda de mejoramiento del hogar Promart.